# Marcin Gruchała
Marcin Gruchała (ur. 17 grudnia 1971 w Wejherowie) – polski lekarz, specjalista w zakresie chorób wewnętrznych i kardiologii, profesor nauk medycznych. W latach 2012–2016 prorektor Gdańskiego Uniwersytetu Medycznego, rektor tej uczelni w kadencjach 2016–2020 i 2020–2024. Przewodniczący Konferencji Rektorów Akademickich Uczelni Medycznych (KRAUM) w kadencji 2020–2024.

## Życiorys
W 1990 został absolwentem I Liceum Ogólnokształcącego im. Króla Jana III Sobieskiego w Wejherowie. W 1996 ukończył studia na Wydziale Lekarskim Akademii Medycznej w Gdańsku. Stopień naukowy doktora otrzymał w 2000 na podstawie pracy pt. Rola polimorfizmu genów układu renina-angiotensyna-aldosteron, przedsionkowego czynnika natriuretycznego oraz glikoprotein płytkowych w chorobie niedokrwiennej serca, przygotowanej pod kierunkiem profesora Andrzeja Rynkiewicza. Stopień doktora habilitowanego uzyskał w 2006 na podstawie dorobku naukowego i rozprawy zatytułowanej Wewnątrznaczyniowy transfer genów do ściany tętnicy szyjnej królika przy pomocy wirusów zapalnych związanych z adenowirusami i wektorów adenowirusowych. Specjalizował się zawodowo w zakresie chorób wewnętrznych i kardiologii. W 2016 otrzymał tytuł profesora nauk medycznych.
Związany zawodowo z macierzystą uczelnią, przekształconą w Gdański Uniwersytet Medyczny – początkowo jako doktorant w I Klinice Chorób Serca, następnie od 2000 kolejno jako asystent i adiunkt. W 2010 powołany na stanowisko profesora nadzwyczajnego.
W 1996 odbył trzymiesięczny staż kliniczny w Thoraxcenter w ramach szpitala uniwersyteckiego w Rotterdamie. Staż podoktorski odbywał w latach 2001–2002 w jednym z instytutów Uniwersytetu Wschodniej Finlandii w Kuopio, był stypendystą Fundacji na rzecz Nauki Polskiej. Główne zainteresowania naukowe i kliniczne to: choroba wieńcowa, niewydolność serca, transplantacja serca i mechaniczne wspomaganie krążenia, czynniki genetyczne oraz środowiskowe rozwoju miażdżycy i jej powikłań, hipercholesterolemia rodzinna.
Wieloletni opiekun Studenckiego Koła Naukowego. W latach 2008–2016 zasiadał w senackiej komisji ds. budżetu i finansów. Pełnił funkcję pełnomocnika rektora ds. budowy Centrum Medycyny Nieinwazyjnej.
W latach 2012–2016 zajmował stanowisko prorektora GUMed ds. studenckich. Od 2013 kierownik I Katedry i Kliniki Kardiologii GUMed. 4 kwietnia 2016 został wybrany na rektora Gdańskiego Uniwersytetu Medycznego w kadencji 2016–2020 (od 1 września 2016). 26 maja 2020 uzyskał reelekcję na drugą kadencję. W tym samym roku został wybrany na przewodniczącego Konferencji Rektorów Akademickich Uczelni Medycznych (KRAUM) w kadencji 2020–2024. W grudniu 2024 został wybrany na przewodniczącego Rady Uniwersytetu Gdańskiego na kadencję 2025–2029.

## Odznaczenia
Został odznaczony Srebrnym Krzyżem Zasługi (2011).